# 村松健太
村松健太（むらまつ けんた、2000年4月25日 - ）は、日本のタレント、キックボクサー、YouTuber。MA PROMOTIONS 所属。東京都葛飾区出身。
愛称は「むらけん」、「ケンちゃん」、「村松」。

## 来歴

### 生い立ち
2000年、東京都葛飾区に生まれる。祖父は葛飾区議会議員の村松勝康。
父は元日本キックボクシング3階級制覇5冠王＆極真館第7回全日本ウエイト制大会重量級王の須藤信充。
父方の祖父はホール素子、精密シートコイルなどを開発。特許庁長官奨励賞、科学技術庁長官奨励賞など受賞し、第二次ベンチャーブームで1位を獲得した企業家の須藤充夫。
日出高等学校(現:目黒日本大学中学校・高等学校)在学中に出会った佐藤新(IMP.)の影響で、芸能界で活躍したいという思いが生まれる。
高校時代はフラダンス部に所属し、「2018年度 フラダンス全国大会」に出場、フラガールズ甲子園では課題曲部門6位に入賞という成績を残した。
また、周りにジャニーズなど芸能界で活躍する生徒が多い環境に刺激を受け、芸能界デビューを果たし数々のミスターコンテストで賞を獲得した。
高校卒業後は、健康センターで「1人純烈」をモットーに演歌歌手としても活動。その他、ミスターコンテスト出場、R-1グランプリ出場、観光大使就任、プロキックボクサーとしてデビューするなど、多方面で活動。

### PRODUCE 101 JAPAN SEASON2
2021年1月30日、TBS系公開オーディション番組『PRODUCE 101 JAPAN SEASON2』の練習生としてプロフィールが公開される。オンタクト能力評価の「自由曲(VOCAL)」では「YOUNG(PRODUCE 101 JAPAN)」を歌唱。
キャッチコピーは『大人になんてなりたくない、もう一度僕と一緒に子供のような夢を見てみませんか』。オーディションに参加している練習生の中で最も高身長である186cmの圧倒的な美しさのスタイル、端正な顔立ち、ユーモア溢れる明るいキャラクター、育ちの良さが感じられる品のある立ち振る舞いから、多くの国民プロデューサーを獲得した。また、持ち前のギャグセンスで練習生やトレーナー陣からも絶大な人気を誇り、オーディションの緊迫感漂う空気の中でたくさんの笑顔を齎した。
番組内のポジションバトルで披露した『Overall』のオリジナルリリックの「打倒マサヤ 起こすマサカ」(※マサヤ…木村柾哉)というフレーズは、逸脱したリリックセンスが注目を集めた。
最高順位は23位、最終順位は31位。「ごきげんプロデューサー」と呼ばれるファンダムも誕生し、銭湯やスパリゾートハワイアンズなどにもポスターが掲載され、オーディションを通して更に世間に名が広まった。
| 村松健太PRODUCE 101 JAPAN SEASON2参加楽曲 | 村松健太PRODUCE 101 JAPAN SEASON2参加楽曲 | 村松健太PRODUCE 101 JAPAN SEASON2参加楽曲 | 村松健太PRODUCE 101 JAPAN SEASON2参加楽曲 | 村松健太PRODUCE 101 JAPAN SEASON2参加楽曲 | 村松健太PRODUCE 101 JAPAN SEASON2参加楽曲                                         |
| 評価名                                    | 曲名                                      | 原曲アーティスト名                        | 動画                                      | 個人 推し動画                             | パフォーマンス メンバー                                                           |
| ----------------------------------------- | ----------------------------------------- | ----------------------------------------- | ----------------------------------------- | ----------------------------------------- | --------------------------------------------------------------------------------- |
| オンタクト評価                            | Young                                     | PRODUCE 101 JAPAN                         | []                                        | -                                         |                                                                                   |
| レベル分け評価                            | U.S.A.                                    | DA PUMP                                   | []                                        | -                                         | いきなりスマイル(西洸人、テコエ勇聖)                                              |
| レベル分け再評価                          | Let me fly〜その未来へ〜                  | オリジナル                                | []                                        | []                                        | 同番組に出演した練習生のうちオンタクト評価を通過した60人                          |
| グループ評価                              | Your Number                               | SHINee                                    | []                                        | []                                        | 西山知輝、安積夢大、古江侑豊、森井洸陽、村松健太                                  |
| ポジション評価                            | Overall                                   | KEN THE 390                               | []                                        | []                                        | 中野海帆、井筒裕太、大和田歩夢                                                    |
| コンセプト評価                            | A.I.M(Alive In My Imagination)            | オリジナル                                | []                                        | []                                        | B.Q.N(ヴァサイェガ光、栗田航平、小堀柊、髙塚大夢、テコエ勇聖、福田翔也、藤牧京介) |

### BreakingDown
BreakingDown第11回大会の選考オーディションに「むらけん」名義で出場(バンタム級)。オーディションではスパーリングに勝利し、キャラクターの面白さも含めて朝倉未来に認められる形でひな壇メンバー入りするなどのアピールを見せる。

### 舞台
- 絶対青春合唱コメディ『SING!!!』-空の青と海の青と僕らの学校- （新国立劇場） - 水野精 役
- ぼくらの七日間戦争（Brillia HALL） - 谷本聡 役[2]
- 穏やか貴族の休暇のすすめ。（CBGKシブゲキ‼︎） - ジャッジ役

### TV
- CX「サスティな!〜こんなとこにもSDGs〜」 - 番組リポーター
- Paravi リコレイのビフォアフ - ゲスト出演
- TBS 韓国発オーディション番組「PRODUCE 101 JAPAN SEASON2」

### モデル
- 9090 - イメージモデル
- yayoi - コスメ モデル

## 受賞歴
- マンハントジャパン2024　-グランプリ
- マンハントインターナショナル2025 　日本代表
- MISS & MISTER CELEBRITY INTERNATIONAL 2023 ミスターコン世界大会 - 投票部門1位
- 第4回JFCAフォーマルウェアコンテスト タキシード部門 - グランプリ
- ミスタージャパン2024 準グランプリ
- 第4回CONOMi日本製服アワード -フォトジェニック賞
- ミスター・マンダリンジャパンコンテスト2020 - 審査員特別賞
- 第19回FINE BOYS専属モデルオーディション - ファイナリスト
- 2023年度わかやま有田みかん王子 就任[3]
- Bellissima Japanミスターコンテスト日本代表ドラフト大会2020 ファイナリスト
- 全国高等学校フラ競技大会 第8回フラガールズ甲子園 6位